# Josef Kaufman
Josef Kaufman (Pardubice, 27 marzo 1984) è un ex calciatore ceco, di ruolo difensore.